# Sveriges Tvätteriförbund
Sveriges Tvätteriförbund är en svensk branschorganisation för tvätteriverksamheter. Medlemmarna innefattar såväl kemtvätterier som riktar sig mot privatkunder, som industri- och institutionstvätterier. Förbundet grundades 1940 under namnet Sveriges Tvätteriidkareförbund, 1955 ändrades namnet till Sveriges Tvätteriförbund.

## Verksamhet
Förbundets uppdrag är att främja den svenska tvätteri- och textilservicenäringens utveckling samt tillvarata medlemmarnas intressen. Exempel på områden som Sveriges Tvätteriförbund arbetar med:
- Auktorisationskontroller
- Bevakning av näringspolitisk utveckling
- Utbildning[2]

### T-märket
Medlemmar auktoriseras varje år för att säkerställa att de når upp till Sveriges Tvätteriförbunds kravnivåer när det gäller hygien, ekonomi, miljö med flera områden. Efter godkänd auktorisationskontroll tilldelas T-märket.

### Internationellt samarbete
Sveriges Tvätteriförbund är medlem i de internationella samverkansorganen European Textile Services Association. samt CINET (Comité International De L'Entretien du Textile)

## Medlemmar
Medlemmarna i Sveriges Tvätteriförbund bedriver verksamhet inom tvätt- och textilservice i Sverige. Det rör sig både om kemtvätterier som riktar sig mot privatkunder och industri- och institutionstvätterier.
Utöver vanligt medlemskap finns även leverantörsmedlemskap och passiva medlemskap.